# Wieczność, której pragniesz
Wieczność, której pragniesz (jap. 君が望む永遠 Kimi ga nozomu eien) – japońska gra komputerowa dla dorosłych typu powieść wizualna, stworzona przez firmę âge w 2001 roku. 
Na jej podstawie wyprodukowano serię anime, które było emitowane w latach 2003–2004. W Polsce zostało wydane w 2007 roku przez firmę Anime Virtual w dwóch opakowaniach.
Inne powiązane z tym tytułem anime to trzyczęściowa seria OVA – Akane Maniax (2004) oraz utrzymane w konwencji teatrzyku Ayumayu Gekijō (2006). Ponadto zrealizowano także czteroczęściową serię OVA zawierająca alternatywne zakończenie pod tytułem Kimi ga nozomu eien  ~Next Season~ zrealizowaną w latach 2007–2008.

## Fabuła
Anime opowiada o czwórce przyjaciół ze szkoły Hakuryo. Ich ulubionym miejscem spotkań jest pewne wzgórze, ponad którym znajduje się drzewo. To właśnie w tym miejscu zakochana w Takayukim jego koleżanka Haruka Suzumiya, prosi o to, żeby zostali parą. Po pewnym czasie chłopak zgadza się. Jednak na jedno z ich spotkań Takayuki spóźnia się, a to z powodu Mitsuki – ich wspólnej koleżanki, która namawia chłopaka, aby kupił jej prezent urodzinowy. W rezultacie tego spóźnienia Haruka zostaje potrącona przez ruszający z parkingu samochód i zapada w śpiączkę, z której budzi się dopiero po trzech latach.

## Postaci
- Haruka Suzumiya (jap. 涼宮 遙 Suzumiya Haruka)

Seiyū: Minami Kuribayashi 
- Mitsuki Hayase (jap. 速瀬 水月 Hayase Mitsuki)

Seiyū: Tomoko Ishibashi 
- Takayuki Narumi (jap. 鳴海 孝之 Narumi Takayuki)

Seiyū: Kishō Taniyama 
- Shinji Taira (jap. 平 慎二 Taira Shinji)

Seiyū: Masaki Ando 
- Akane Suzumiya (jap. 涼宮 茜 Suzumiya Akane)

Seiyū: Kaori Mizuhashi 
- Ayu Daikuuji (jap. 大空寺 あゆ Daikūji Ayu)

Seiyū: Otomo Kiyosato 
- Mayu Tamano (jap. 玉野 まゆ Tamano Mayu)

Seiyū: Kyoko Yoshida 
- Hotaru Amakawa (jap. 天川 蛍 Amakawa Hotaru)

Seiyū: Kyoko Yoshida 
- Fumio Hoshino (jap. 星乃 文緒 Hoshino Fumio)

Seiyū: Hitomi 
- Manami Homura (jap. 穂村 愛美 Homura Manami)

Seiyū: Amako Mari 

## Muzyka
Utwory – początkowy (Precious Memories) i końcowy (Hoshizora no Waltz, Hoshizora no warutsu) – wykonuje piosenkarka, która w anime podkłada głos Haruce Suzumiyi – Minami Kuribayashi. Ścieżka ta została wydana na dwóch płytach i kilku maxisinglach, będących muzycznymi portretami głównych bohaterów anime.